# Szávay Lajos
Szávay Lajos névvariáns: Szávai Lajos (Budapest, 1915. – ?) magyar színész.

## Életpályája
Születési neve Szupp Lajos. Fiatal korában Ausztriában és Olaszországban alkalmi munkákból tartotta el magát. 

„…kicsavarogtam külföldre,… hogy nyelveket tanuljak,… közben házalásból, mosogatásból, alkalmi árusításokból tartottam fenn magamat. Utána hazajöttem és beálltam katonának… kivittek a frontra, ahol 12 hónapig vettem részt a harcokban, miközben őrmesterig emelkedett a rangom. Itt kezdtem igazán énekelgetni. Kívánsághangversenyeket tartottam. S amikor az I. o. Tűzkereszttel leszereltem, elkezdtem énekelni tanulni.”

 A katonaság után énekelni tanult Posszert Emíliánál. 1943-ban artista és színészkamarai vizsgát is tett. Artistaként Horvátországban, Zágrábban lépett fel, énekesként Eszéken. Károlyi János utazó társulatában vidéki színházakban énekes bonvivánként kezdte színészi pályafutását, s a Három a kislánytól kezdve a János vitézig több zenés darabban fellépett. Párizsban is tanult énekelni. 1941 és 1946 között Kaposváron, majd a debreceni Csokonai Színházban szerepelt. 1951-től szerződött az Állami Faluszínházhoz, 1955-től a névváltoztatás követően az Állami Déryné Színház társulatvezető színművésze volt 1975-ig, nyugdíjba vonulásáig. Nyugdíjasként is foglalkoztatták 1978-tól a Népszínháznál. Játszott a Várszínházban és a Nemzeti Színházban, 1992-ben még fellépett.

„Változatos pályámon sokféle szerepet alakíthattam, az elesett paraszttól, a Hajnali tűz Vidrák bácsijától, a Néma levente Mátyás királyáig. Voltam cipész, igazgató, szb-titkár, az emberi jellemek gazdag arcképcsarnokát kelthettem életre a színpadon, s úgy érzem, a színész számára ez a legszebb feladat. Most a Dunai-darab igazgatóját alakítom, tehát „fenn vagyok a polcon”, de a következő darabban esetleg a koldus szerepében játszom. Ez a változatosság a szép a mi hajszás életünkben.”

Felesége Károlyi Judit színésznő volt.

## Színházi szerepeiből
- William Shakespeare: Szentivánéji álom... Egéus; Philostrat; Ösztövér; Holdvilág
- William Shakespeare: Othello... Első nemes
- Friedrich Schiller: Ármány és szerelem... Von Kalb
- Niccolò Machiavelli: Mandragóra...
- Charles Dickens: Twist Olivér... Grimwig
- Pierre Barillet – Jean-Pierre Grédy: A kaktusz virága... Cochet úr
- Frank Wedekind: A tavasz ébredése... Hittantanár
- Anatolij Szofronov: Moszkvai jellem... Zajcev
- Alekszej Nyikolajevics Arbuzov: Jó reggelt boldogság!... Pufók, a részeg
- Emil František Burian: Születésnap... Öregember
- Arthur Kopit: Jaj, apu, szegény apu... ... I. hotelboy
- Thornton Wilder: A mi kis városunk... Mr. Corter
- Gombos Imre: A csóknak próbája... Vida
- Gombos Imre: Pataki szüret... Csécsi
- Fazekas Mihály – Móricz Zsigmond: Ludas Matyi... Szabó
- Mikszáth Kálmán: Az eladó birtok... Torpányi
- Molnár Ferenc: A Pál utcai fiúk... Nemecsek apja
- Molnár Ferenc: Olympia... Albert
- Németh László: Galilei... Gipsius, bíboros
- Gádor Béla – Urbán Ernő: A kincs... Sebe Donát
- Darvas József: Hajnali tűz... Zana Ferenc; Vidrák Sándor
- Darvas József: Szakadék... Bak Sándor
- Bartos Ferenc – Baróti Géza: Mindent a mamáért... Vukics
- Heltai Jenő: A néma levente... Mátyás király
- Illés Sándor – Balázs Sándor: Az öregbéres... Pali bácsi
- Nagy Lajos: Tanyai történet... Arató
- Nyíri Tibor: Makra, a gulyás... Bakhándi Gábor
- Dunai Ferenc: A nadrág... Igazgató; Koltai
- Király Dezső: Az igazi... Rezső, a szerelő
- Gáspár Margit: Kilépek a történelemből... Adamek
- Mándi Éva: Hétköznapok hősei... Kovács
- Bárány Tamás: Napkeleti királyasszony... Főimám
- Ábrahám Pál: Viktória... Főpap
- Lehár Ferenc: Vándordiák... Drágfy Péter
- Kálmán Imre: Marica grófnő... Kudelka; Mihály
- Kálmán Imre: Csárdáskirálynő... Mérő
- Berté Henrik: Három a kislány... Tschöll Keresztély; Vogl Mihály; Schubert Ferenc
- Huszka Jenő: Gül Baba... Kucsuk Ali; A budai bíró; Börtönőr
- Fényes Szabolcs: Maya... Rendőrtiszt
- Selmeczi Elek: Örvény... dr. Richtmann
- Bedő Imre: Hotelszerelem... Galgóczi Gajer Gáspár
- Szenczei László: Nem mindenki jut el Floridába... Házmester
- Sármándi Pál: Peti meg a róka... Tévémaci, a Mesemúzeum lakója
- Babay József: Három szegény szabólegény... Gábriel tollnok
- Padisák Mihály: Engedetlen szeretők... ...Tyúkeszű Tóni
- Békeffi István – Lajtai Lajos: Az okos mama... Mihály
- Iszaak Oszipovics Dunajevszkij: Szabad szél... Gall Cézár
- Vaszy Viktor – Dékány András – Baróti Géza:  Dankó Pista... Joó Ferenc
- Szirmai Albert – Bakonyi Károly – Gábor Andor: Mágnás Miska... Korláthy gróf; Eleméri Tasziló gróf

## Filmes és televíziós szerepeiből
- Vőlegény (1982)

## Díjai, elismerései
- Munka Érdemrend ezüst fokozata (1975)[4]